# Шабанов, Константин Георгиевич
Константин Георгиевич Шабанов (род. 17 ноября 1989, Псков) — российский легкоатлет, специализируется на 60 и 110 метров с барьерами, в 2011 году на дистанции 110 м/б Шабанов установил новый рекорд России среди спортсменов до 23 лет.

## Карьера
Участник многих европейских и всероссийских турниров.
На Олимпиаде в Лондоне с результатом 13,65 стал 21-м.
Чемпион России 2012 года. Вице-чемпион России 2013 года.
Серебряный призёр Универсиады в Казани.
На чемпионате мира 2013 года был девятым, но в полуфинале был снят с соревнований.
В 2019 году Константин одержал победу в беге на 110 метров с барьерами на чемпионате России по легкой атлетике. Он продемонстрировал результат 13,67 секунды.